# Championnat d'Arabie saoudite de football 1989-1990
Navigation
Saison précédente Saison suivante
La saison 1989-1990 du Championnat d'Arabie saoudite de football est la quatorzième édition du championnat de première division en Arabie saoudite. La Premier League regroupe les douze meilleurs clubs du pays au sein d'une poule unique, où ils s'affrontent deux fois au cours de la saison, à domicile et à l'extérieur. À la fin de la compétition, les deux derniers du classement sont relégués et remplacés par les deux meilleurs clubs de deuxième division.
C'est le club d'Al-Hilal FC qui remporte le championnat en terminant en tête du classement final, avec deux points d'avance sur Al Ahli et huit sur le tenant du titre, Al Nasr Riyad. C'est le 6e titre de champion d'Arabie saoudite de l'histoire du club.

## Les clubs participants
| - Al Nasr Riyad - Al-Hilal FC - Al Ahli - Al Ittihad - Al Wehda - Al Ta'ee Ha'il | - Al Qadisiya Al Khubar - Al Shabab Riyad - Al Riyad SC - Promu de D2 - Al Raed - Promu de D2 - Ettifaq FC - Al-Nahda |

## Compétition

### Classement
Le barème utilisé pour établir le classement est le suivant :
- Victoire : 2 points
- Match nul : 1 point
- Défaite : 0 point

| Rang | Équipe                | Pts | J  | G  | N  | P  | Bp | Bc | Diff |
| ---- | --------------------- | --- | -- | -- | -- | -- | -- | -- | ---- |
| 1    | Al-Hilal FC           | 34  | 22 | 15 | 4  | 3  | 33 | 7  | +26  |
| 2    | Al Ahli               | 32  | 22 | 13 | 6  | 3  | 32 | 14 | +18  |
| 3    | Al Nasr Riyad T C     | 26  | 22 | 10 | 6  | 6  | 29 | 18 | +11  |
| 4    | Al Ta'ee Ha'il        | 25  | 22 | 9  | 7  | 6  | 19 | 13 | +6   |
| 5    | Al Shabab Riyad       | 25  | 22 | 7  | 11 | 4  | 26 | 21 | +5   |
| 6    | Al Qadisiya Al Khubar | 24  | 22 | 9  | 6  | 7  | 20 | 15 | +5   |
| 7    | Ettifaq FC            | 20  | 22 | 5  | 10 | 7  | 16 | 16 | 0    |
| 8    | Al Ittihad            | 20  | 22 | 6  | 8  | 8  | 17 | 20 | -3   |
| 9    | Al Wehda              | 18  | 22 | 3  | 12 | 7  | 18 | 23 | -5   |
| 10   | Al Riyad SC P         | 18  | 22 | 6  | 6  | 10 | 24 | 34 | -10  |
| 11   | Al-Nahda              | 11  | 22 | 2  | 7  | 13 | 10 | 36 | -26  |
| 12   | Al Raed P             | 11  | 22 | 1  | 9  | 12 | 8  | 35 | -27  |

|  | Qualification pour la Coupe d'Asie des clubs champions 1991-1992 et la Coupe des clubs champions du golfe Persique 1992 |
|  | Qualification pour la Coupe des Coupes 1991-1992                                                                        |
|  | Relégation en deuxième division                                                                                         |
|  | T : Tenant du titre C : Vainqueur de la Coupe du Roi d'Arabie Saoudite P : Promu de deuxième division                   |

## Bilan de la saison
| Championnat d'Arabie saoudite de football 1989-1990 |                        |
| Champion                                            | Al-Hilal FC (6e titre) |
| Coupes et trophées                                  |                        |
| Vainqueur de la Coupe du Roi d'Arabie Saoudite      | Al Nasr Riyad          |
| Qualifications continentales                        |                        |
| Coupe d'Asie des clubs champions 1991-1992          | Al-Hilal FC            |
| Coupe des clubs champions du golfe Persique 1992    | Al-Hilal FC            |
| Coupe des Coupes 1991-1992                          | Al Nasr Riyad          |
| Promotions et relégations                           |                        |
| Promus en Premier League                            | Al Najma               |
| Promus en Premier League                            | Al Arabi               |
| Relégués en First Division                          | Al-Nahda               |
| Relégués en First Division                          | Al Raed                |